# Onthophagus saigonensis
Onthophagus saigonensis là một loài bọ cánh cứng trong họ Bọ hung (Scarabaeidae).